# Konstrukcja zweryfikowana
Konstrukcja zweryfikowana (ang. Verified Design) – według Trusted Computer System Evaluation Criteria poziom kryteriów oznaczony literą A1. Wymaga formalnego matematycznego dowodu poprawności modelu bezpieczeństwa, jak również formalnej specyfikacji systemu i bezpiecznej dystrybucji. Jak dotąd bardzo niewiele systemów uzyskało certyfikat tego poziomu.